# Ernst Hendrik van Saksen

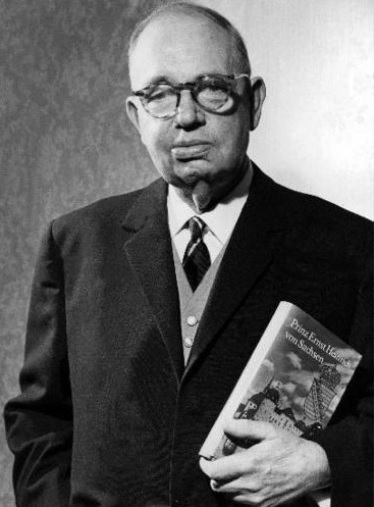
Ernst Hendrik van Saksen

Ernst Hendrik Melchiades van Saksen (Dresden, 9 december 1896 – Neckarhausen, 14 juni 1971) was de derde zoon van Frederik August III, de laatste koning van Saksen, en Louise van Oostenrijk-Toscane. Hij was een Saksische prins tot 1919, toen na de afschaffing van de Duitse adel zijn geslachtsnaam werd gewijzigd in Prinz von Sachsen.

## Biografie
Hij groeide op bij zijn vader, omdat zijn moeder al in 1902 het ouderlijk huis verliet en zich vervolgens in Londen vestigde.
Tijdens de Eerste Wereldoorlog trad hij als officier toe tot de Saksische troepen. Aanvankelijk vocht hij in Reims, later maakte hij deel uit van het Duitse commando in de Slag om de Somme. Na de Vierde Slag om Ieper trok hij zich met zijn troepen terug naar Saksen.
Tussen de beide wereldoorlogen sloot hij zich aan bij de - sterk monarchistich gerichte - veteranenbond Stahlhelm. Namens het Huis Wettin voerde hij de onderhandelingen met de vrijstaat Saksen over de verdeling van de bezittingen. 
Ernst Hendrik werd in 1929 door Gustav Stresemann gevraagd zich te kandideren voor de functie van Rijkspresident, maar hij zag daarvan af. Hij distantieerde zich wel volledig van het Nationaalsocialisme en werd in de nasleep van de Nacht van de Lange Messen, gevangengenomen en voor vijf dagen geïnterneerd. Daarna leefde hij teruggetrokken op Slot Moritzburg.
In 1947 verhuisde hij met zijn gehele gezin naar Ierland, waar hij de rest van zijn leven bleef wonen. Hij overleed tijdens een korte vakantie in Duitsland.

## Familie
Op 12 april 1921 trad hij in het huwelijk met Sophie van Nassau-Weilburg, prinses van Luxemburg. Zij overleed in 1941. Zij kregen de volgende kinderen:
- Dedo (1922-2009)
- Timo (1923-1982), van 1952 tot haar overlijden in 1957 was hij getrouwd met Margit Lukas (1923-1957), van 1966 tot 1973 met Charlotte Schwindack (1919) en vanaf 1974 met Erina Eilts (1921-2010). Timo had drie kinderen; twee uit zijn eerste huwelijk en één eerdere buitenechtelijke zoon.
- Gero (1925-2003)

In 1947 hertrouwde Ernst Hendrik van Saksen met Virginia Dulon. Uit dit huwelijk werden geen kinderen geboren.